# 125 Greenwich Street
125 Greenwich Street, kallas även 22 Thames Street, är en skyskrapa som ligger på Manhattan i New York i USA.
Byggnaden började byggas 2016 som en fastighet för bostäder. Den har dragits med rättstvister, ägare som anklagades för skattebrott, låg efterfrågan på bostäder på grund av för hög prissättning, bråk om lån och återbetalningar av lån, avsaknad av kapital, hot om exekutiv auktion samt covid-19-pandemin. År 2019 nåddes kulmen och byggandet avstannades helt trots att skyskrapan var nästintill färdig. I februari 2023 kunde det lösas med ny finansiering och bygget kunde återupptas senare under året.
Byggnaden är ritad av arkitekten Rafael Viñoly. Skyskrapan är 278,59 meter hög och har 88 våningar.